# Ecclesiam Dei admirabili
Die Enzyklika Ecclesiam Dei admirabili  mit dem Untertitel „über den Heiligen Josaphat Kunzewitsch“ († 12. November 1623)  wurde von Papst Pius XI. am 12. November 1923 veröffentlicht.

## Trennung der Kirchen
Eingangs beschreibt er die Trennung der Ostkirchen von der römisch-katholischen Kirche und unterstreicht den päpstlichen Anspruch auf die eine und heilige Kirche. Das höchste Bischofsamt sei schließlich von Gott eingesetzt worden und hätte auch weiterhin Ansprüche auf Gehorsam im Glauben. 
In einer Kurzdarstellung der historischen Ereignisse beschreibt er die Anstrengungen der Päpste, welche in den Jahren 1225 und später, aber auch 1595 und in den darauf folgenden Jahren, den Kontakt zum Metropoliten von Kiew gesucht hätten und die sich ständig für eine Vereinigung der Kirchen eingesetzt haben.

## Über den Heiligen Josaphat

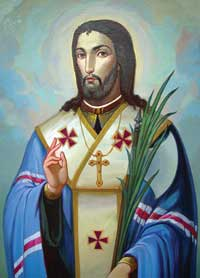
Heiliger Josaphat

Ein großer Kämpfer für die Einheit der ostslawischen Kirchen war der Heilige Josaphat Kunzewitsch,  Erzbischof von Polock, er setzte sich für den ostslawischen Ritus ein und es sei schwierig, eine vergleichbare Person zu finden, welche für die Einheit der Heiligen Kirche sein Blut vergossen habe. Aus Anlass des 3. Jahrhunderts seines Martyriums soll dieser Namen des heldenhaften Märtyrers in Erinnerung gerufen werden.
Es folgt danach ein Abriss seines Lebens und Wirkens für die Katholische Kirche, wobei er Zeugen benennt, die das Leben des Josaphat begleiteten. Pius XI. beschreibt den Heiligen als einen neutralen Prediger, der sich nicht in die Politik eingemischt habe und der einzig und allein durch seine Predigten und Schriften die Wahrheit des Glaubens verbreitet habe.
Zusätzlich habe der Erzbischof viele Lehrschreiben verfasst und sich dabei an dem Katechismus orientiert. Unter anderem habe er sich an die  Lehren des Heiligen Peter Canisius gehalten. (Vergl. Enzyklika „Militantis ecclesiae“  (1897) von Leo XIII.)

## Martyrium
Der Heilige Josaphat war schon zu Lebzeiten davon überzeugt, dass er eines Märtyrertodes sterben würde, seinen Tod betrachtete er als außerordentliches Geschenk Gottes. Am 12. November 1623 wurde er schließlich von seinen Feinden umzingelt und barbarisch ermordet und noch im letzten Atemzug bat er Gott den Herrn um Verzeihung für die Mörder. Sein Martyrium ermutigte auch andere Bischöfe, ihm nachzueifern, und ein weiteres Ergebnis war die Rückkehr vieler gläubiger Menschen in den Schoß der Heiligen Kirche.